# Rudolf Andrejka
Rudolf Andrejka, slovenski pravnik, pisatelj, statistik, zgodovinar ter propagator planinstva in turizma, * 22. julij 1880, Ljubljana, † 19. oktober 1948, Ljubljana.
Leta 1903 je na Dunaju doktoriral iz prava in nato delal v različnih državnih službah. Od leta 1925 je deloval na ljubljanski Pravni fakulteti kot honorarni predavatelj in od 1929 kot honorarni predavatelj upravnega prava. V letih 1936−1941 je bil načelnik statistike v notranjem ministrstvu v Beogradu. Napisal je 22 knjig in 152 razprav oziroma člankov v domačih in tujih strokovnih glasilih s področja prava, zlasti ustavnega, statistike, zgodovine (pravne, gospodarske in krajevne), narodopisja, življenjepisov, planinstva in turizma, literature in imenoslovja.